# Carex pseudosupina
Carex pseudosupina är en halvgräsart som beskrevs av Yan Cheng Tang och Lun Kai Dai. Carex pseudosupina ingår i släktet starrar, och familjen halvgräs. Inga underarter finns listade i Catalogue of Life.